# Fritz Markwardt
Fritz Markwardt (n. 3 decembrie 1924, Magdeburg – d. 10 septembrie 2011, Erfurt) a fost un medic și farmacolog german, care între anii 1961 - 1991 a fost profesor universitar și director al Medizinische Akademie Erfurt (Institutului academic de medicină din Erfurt). În anii 1950 a reușit să izoleze și să determine proprietățile anticoagulante ale hirudinei produse de lipitori. Rezultatul cercetărilor sale le-a publicat în lucrarea „Allgemeine und spezielle Pharmakologie” (Farmacologie generală și specială), care a apărut în 6 ediții între anii 1972 - 1989.